# Zangtal
Zangtal ist ein ehemaliger Kohlenbergbau in der Katastralgemeinde Tregist der Stadtgemeinde Voitsberg im Bezirk Voitsberg, Steiermark. Er war rund 190 Jahre im Betrieb und es wurden insgesamt rund 27,7 Millionen Tonnen Braunkohle abgebaut.

## Ortsname und  Geografie
Ursprünglich trug der Kohlenbergbau den Namen Schindergraben. Nachdem der Gewerke August Zang den Bergbau kaufte, wurde er um 1880 in Zangtal umbenannt.
Zangtal liegt in der Voitsberger Katastralgemeinde Tregist und war früher über einen eigenen Gleisanschluss mit dem Bahnhof Voitsberg verbunden.

## Geschichte

### 18. und 19. Jahrhundert

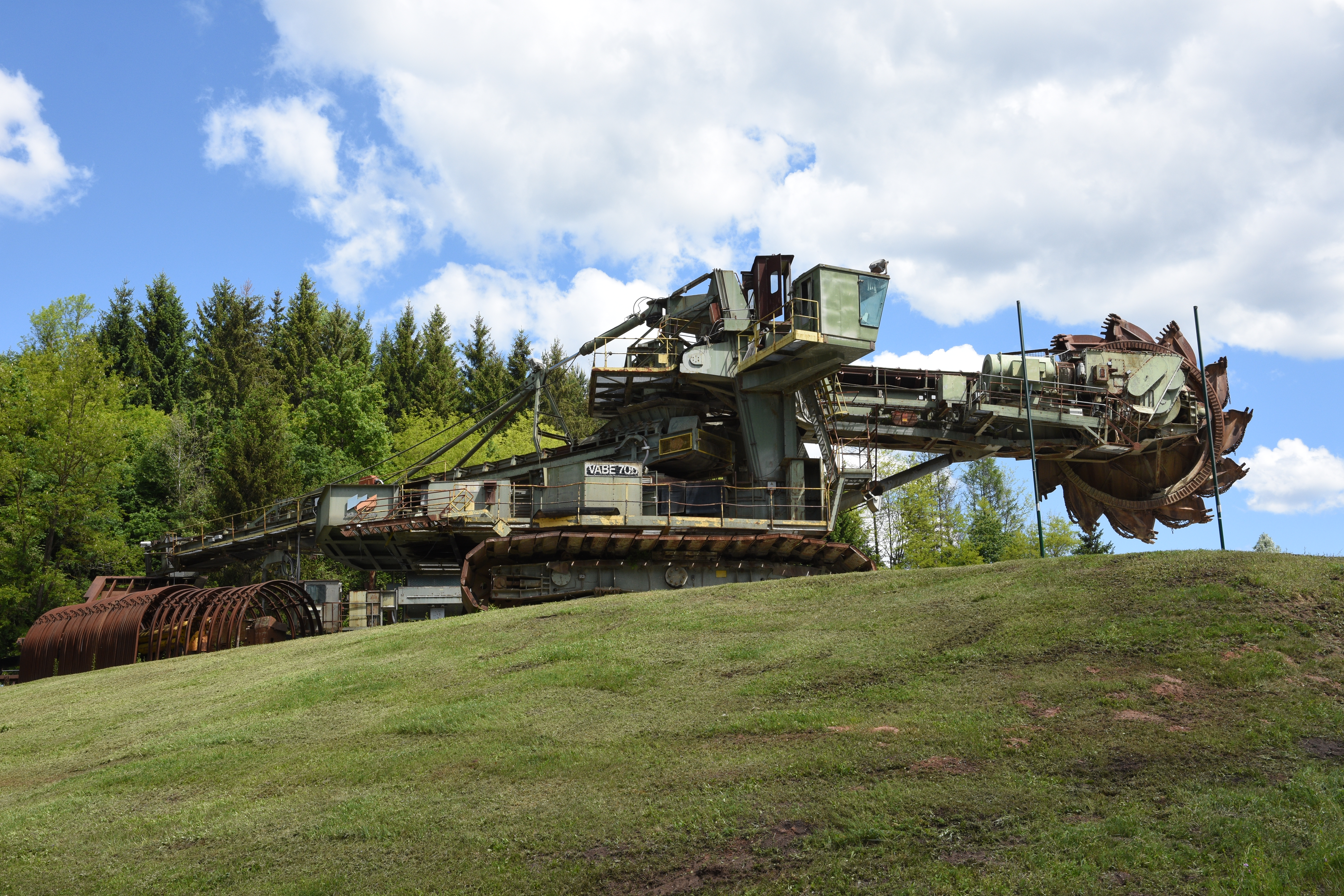
Der Schaufelradbagger VA-B 700 Leopold an seinem heutigen Standort (Stand: 2024) im Zangtal

Der Beginn des Bergbaues in der Gegend um Voitsberg dürfte im Jahr 1762 liegen, als Anton Weidinger im Voitsberger Revier Schurfbaue eröffnete. Da das Geschäft mit der Kohle zu jener Zeit schlecht lief, übergab Weidinger die Gruben im Jahr 1768 der Steinkohlen-Rektifikations-Sozietät. Diese Gesellschaft konnte sich nicht lange halten und die Gruben kamen an Privatpersonen, welche die Kohle für den Eigenbedarf nutzten. Ab 1840 gab es Bemühungen, die vielen Gruben in der Gegend unter einer gemeinsamen Führung zu vereinen. 1857 gab es aber im gesamten Voitsberger Kohlerevier immer noch 37 selbstständige Grubenbesitzer. Im selben Jahr wurde durch die Tregister Kohlenbergbau-Gesellschaft und die I. Voitsberger Kohlenwerke AG das Voitsberger Bergrevier gebildet.
Im Jahr 1870 erwarb August Zang zusammen mit Franz Koch drei Gruben im Bergwerksgebiet Schindergraben in Tregist. 1872 brachte Zang seine Anteile an diesen Gruben in die neu gegründete Tregister Kohlenbergbau-Gesellschaft in Wien ein. 1875 wurde Zang zum Alleineigentümer der Gesellschaft, in dem er in einer öffentlichen Feilbietung alle Anteile aufkaufte. Um 1880 wurde das Bergwerksgebiet Schindergraben in Zangtal umbenannt. Zang ließ die Gruben modernisieren und legte das Hauptaugenmerk auf den tagebaumäßigen Abbau der Kohle. Bis in das Jahr 1878 wurden über Tag 850 Meter und unter Tag 1160 Meter Gleise verlegt, von denen 930 Meter für die Förderung mittels Pferden geeignet waren. Es wurden des Weiteren drei Bremsberge angelegt sowie eine Dampfmaschine angeschafft. Um die Qualität der Kohle zu erhöhen, ließ Zang auch Trocknungs- und Verkohlungsversuche durchführen, welche sich jedoch als Fehlschläge erwiesen. Zur besseren Förderung kam es auch zu Versuchen von Minensprengungen. Die Kohle wurde zu jener Zeit vor allem mit der Eisenbahn nach Graz, Marburg und in den Raum Wiener Neustadt geliefert. Als um 1880 die Tagebaue des Zangtals erschöpft waren, forcierte Zang den Grubenbetrieb, dessen Haupteinbau der bereits 1860 angelegte Zang-Stollen war. Dieser Stollen stand bis 1950 in Betrieb und hatte zum Schluss eine Länge von 1100 Metern.
Nachdem August Zang im Jahr 1888 verstorben war, ging der Bergbau in den Besitz seiner Frau Ludovica über. Diese wurde von Fachleuten beraten und besuchte den Bergbau auch mehrmals persönlich. Am 6. oder 13. Juli 1889 traten die Bergarbeiter der Grube Zangtal in den Streik, dem sich in den folgenden Tagen auch die anderen Bergarbeiter des Kohlereviers Voitsberg anschlossen. Es wurden höhere Löhne sowie die Sicherstellung des Anspruchs auf einen Mindestlohn gefordert. Die Bergarbeiter der Grube Zangtal streikten aber nicht lange, da Ludovica Zang ihren Forderungen nachgab. Im Januar 1892 kam es erneut zu einem Streik. Am 1. November 1897 verkaufte Ludovica Zang die Grube Zangtal an die Graz-Köflacher Eisenbahn- und Bergbaugesellschaft (GKB), welche sie bereits zuvor unter Druck gesetzt hatte.

### 20. Jahrhundert
In den Jahren 1917/18 verzeichnete die Grube Zangtal einen starken Rückgang der Kohlenförderung. In der Zwischenkriegszeit wurde die Förderung teilweise auch komplett eingestellt. Ab 1927 konzentrierte man sich wieder auf den Tagbau. Das Kohlenflöz war zwischen 16 und 18 Meter mächtig und wurde in zwei Etagen abgebaut. Auf der oberen Etage arbeitete ein Löffelbagger, während die untere Etage mit einem Eimerkettenbagger abgebaut wurde. Während die Kohle der oberen Etage rein war, musste die verunreinigte Kohle der unteren Etage erst von Hand verladen und dadurch gleichzeitig vorsortiert werden. Während des Pfrimer-Putschs diente die Kohlengrube Zangtal am 13. September 1931 als ein Kommandozentrum des Steirischen Heimatschutzes. In der Nacht vom 11. auf dem 12. Februar 1935 wurden, anlässlich des Jahrestages des Ausbruchs des Österreichischen Bürgerkrieges, in Zangtal kommunistische Flugzettel verteilt. Am 1. März 1945 wurden die Werksanlagen von drei britischen Jagdflugzeugen beschossen. Dabei wurden ein Heizer schwer verletzt und zwei Lokomotiven beschädigt.
Am 24. Mai 1945 kam es aufgrund der schlechten Versorgung mit Lebensmitteln zu einem Streik, an dem 372 Bergleute teilnahmen. Im Juli desselben Jahres wurde die Verstaatlichung des Bergbaues gefordert.
Im Jahr 1948 wurde Zangtal als der leistungsfähigste Bergbau Österreichs bezeichnet. Ein Hochwasser überschwemmte am 24. Juli 1948 die Werksanlagen sowie die umliegenden Wohnhäuser und landwirtschaftlichen Flächen. Nach 1950 begann man wieder mit dem Untertagebau. Um die Kohle besser fördern zu können, wurden in das überlagernde Deckgebirge ein Einschnitt gebaggert und die Kapazität der Sortieranlage von 600 auf 1400 Tagestonnen erhöht. Aufgrund einer Strompreiserhöhung kam es am 21. August 1951 zu einem Streik der Bergarbeiter. 1953 wurde ein Hochbunker aus Stahlbeton erbaut, der 500 Tonnen fasste. 1954 wurden Zangtal und die neu errichtete Zentralsortierung in Bärnbach-Mitterdorf über eine 2,2 Kilometer lange Hochseilbahn miteinander verbunden. Die Abraumarbeiten wurden ab dieser Zeit von der Firma Bau AG Negrelli durchgeführt. Im selben Jahr wurde auch Freiwillige Betriebsfeuerwehr Werk Zangtal gegründet. Ab 1955 wurde der bisher verwendete Pfeilerbruchbau vom Strebbau mit Holzausbau abgelöst. Für dieses Jahr sind 631 Beschäftigte im Bergbau Zangtal belegt und die jährliche Kohlenförderung betrug 360.000 Tonnen, wovon 210.000 Tonnen aus dem Untertagebau stammten. 1957 arbeiteten 690 Bergarbeiter in Zangtal und förderten 404.000 Tonnen Kohle aus dem Oberflöz. Um die unter dem Tregistbach lagernde Kohle abbauen zu können, wurde dieser auf einer Länge von 650 Metern in ein neues Bett umgeleitet und auch die Gemeindestraße zwischen Voitsberg und Tregist musste verlegt werden.
Am 14. August 1962 wurde der Tagbau eingestellt und die Kohle wurde nur mehr untertags gefördert. Um die Arbeit zu erleichtern, wurde die Grube mit Kohlenhobeln, Strebladern und Walzenschrämladern ausgestattet. Die Vollmechanisierung erwies sich jedoch aufgrund von Schwimmsand-, Schotter- und Wasserzuflüssen als schwierig. 1966 wurde im östlichen Teil der Grube eine neue Lagerstätte erschlossen. Um die Wirtschaftlichkeit der Grube zu erhöhen, wurden immer wieder so genannte Restpfeiler-Tagebaue eingerichtet. Die Schießstätte Voitsberg-Zangtal wurde am 21. April 1968 auf dem Gelände des ehemaligen Tagbaues eröffnet. Bei einem durch eine Sprengung am 18. März 1970 verursachten Grubenunglück wurden fünf Menschen eingeschlossen und zwei weitere kamen ums Leben. Im Jahr 1974 wurde mit der Aufschließung des Unterflözes begonnen, und das Oberflöz galt ab 1975 als ausgekohlt. Zuvor waren 69 Tiefbohrungen durchgeführt worden und man ging von etwa sechs Millionen Tonnen Kohle aus, von denen etwa 4,5 Millionen Tonnen förderbar waren. Im Jahr 1981 erreichte die Grube mit 255 Bergarbeitern und einer geförderten Menge von 677.000 Tonnen Kohle ihre größte Produktivität. Am 31. März 1982 kam es erneut zu einem Grubenunglück, bei dem zwei Arbeiter verschüttet wurden.
Als die Bergdirektion der Graz-Köflacher Eisenbahn- und Bergbaugesellschaft (GKB) die Schließung der Grube ankündigte, kam es zu Protesten in der Belegschaft, der Bevölkerung und der Politik. Die Bergleute traten vom 29. Januar bis 8. Februar 1988 in einen nicht genehmigten Streik. Am 3. Februar 1988 organisierte die Belegschaft außerdem einen Protestmarsch vom Werksgelände in die Stadt Voitsberg. Am 23. März 1989 wurde die Grube Zangtal geschlossen. Das Bergbaugelände wurde von der GKB rekultiviert und der Bevölkerung als Freizeit- und Erholungsfläche zur Verfügung gestellt. Auf dem ehemaligen Gelände des Tagbaus VI wurde 1993 die von der GKB errichtete Schieß-Sportarena Zangtal eröffnet. Nachdem die gesteckten Ziele an einer geeigneten Betriebsstättengenehmigung und an Anrainerprotesten gescheitert waren, verkaufte die GKB die Anlage 2003/04 an die Steirische Landesjägerschaft.

### 21. Jahrhundert
Die Stadtgemeinde Voitsberg erwarb 2004/05 mit einer Fläche von rund 130 Hektar einen großen Teil des ehemaligen Bergbaugeländes. Es wurden verschiedene Nutzungskonzepte entwickelt, so unter anderem die Nutzung für Gewerbe und Wohnbau, als Standort für verschiedene Freizeiteinrichtungen sowie für eine Braunkohlenbergbau-Erlebniswelt. Pläne für die Nutzung als Kraftfahrzeugsport- und Trainingscenter scheiterten an einer von Anrainern initiierten Protestaktion. Am 14. April 2004 wurde von der GKB der Schaufelradbagger VA-B 700 Leopold vom Tagbau Oberdorf zum ehemaligen Werksplatz Zangtal gebracht und zusammen mit anderen Grubengeräten der Stadtgemeinde Voitsberg übergeben. Die Umsetzung der Erlebniswelt scheiterte jedoch an mangelnden Geldmitteln. Ein im Jahr 2008 von der Investorengruppe Porr, Mandlbauer, Lugitsch vorgelegtes Konzept für ein Autotestcenter erhielt vom Umweltsenat einen negativen Bescheid. Eine Berufung der Investorengruppe am Obersten Gerichtshof führte zu einer neuerlichen Beurteilung des Umweltsenates, welche im Juni 2012 mit einem positiven Bescheid endete. Das ehemalige Betriebsleitungsgebäude wurde 2011 zu einem Haus der Vereine umgestaltet.